# Первоцвіт Галлера
Первоцвіт Галлера (Primula halleri) — вид рослин родини первоцвітові.

## Поширення
Вид поширений у високогір'ї Карпат, Альп та Балкан. В Україні — в гірських масивах Чорногора, Мармарош та Свидовець.

## Охорона
Первоцвіт Галлера занесений до Червоної книги України зі статусом «рідкісний». Охороняється у Карпатському біосферному заповіднику.